# Rock Revolution
Rock Revolution è un videogioco musicale realizzato da Konami uscito negli Stati Uniti il 14 ottobre 2009 per PlayStation 3 e Xbox 360, sviluppato da Zoë Mode e su Wii e Nintendo DS sviluppato da HB Studios per conto di Konami. Il gioco propone l'esperienza di suonare con un gruppo musicale attraverso dei controller-strumenti; supporta solo gli strumenti (basso, chitarra e batteria) e non la voce.
La versione per Wii incorpora un Wiimote nella chitarra esattamente come accaduto per Guitar Hero III: Legends of Rock e la versione Nintendo DS sfrutta il microfono dell'apparecchio per la parte vocale.

## Modalità di gioco
Konami per questo suo gioco ha realizzato unicamente un controller replicante la batteria, lasciando che per gli altri strumenti venissero usati quelli delle altre serie, usciti con i precedenti titoli della serie Guitar Hero e Rock Band. La batteria replica l'utilizzo di tre tom e tre piatti. Gli strumenti di entrambe le serie sono quindi pienamente supportati.
Il gioco presenta alcune caratteristiche distintive che lo rendono un titolo un po' diverso rispetto alla concorrenza: la prima cosa che salta subito all'occhio è l'interfaccia grafica, mutuata dai già citati precedenti titoli Konami e tendente a dare al giocatore un tempo di reazione decisamente minore rispetto a quanto fatto dalla concorrenza; in secondo luogo va citato il moltiplicatore dei punti il quale, invece di fermarsi a 4x come nei giochi "rivali", arriva fino a 8x rendendo ogni errore una perdita di punti molto più consistente; va comunque detto che nel momento in cui si sbaglia il moltiplicatore non si azzera, bensì diminuisce di un'unità, recuperabile risuonando di nuovo una nuova serie di 10 note. Anche l'uso degli equivalenti del rockometro e dello star power di Guitar Hero hanno un utilizzo diverso: la barra in questo titolo è unica e il riempimento della seconda (quello dello star power) è vincolata al riempimento della prima (quella del rockometro); una volta caricata quella dello star power si può decidere se tenerla per i passaggi più difficili o usarla quando si preferisce per massimizzare il punteggio: a differenza di quanto avviene nelle serie di Guitar Hero e Rock Band quando si attiva lo star power avviene solo una delle due cose: se la barra del rockometro è già piena lo star power si trasforma automaticamente in punteggio mentre, in caso contrario, si limita a riportare al massimo la barra del rockometro senza aggiungere nulla.
Il gioco presenta le seguenti modalità di gioco:
- Partita veloce: la possibilità di giocare direttamente un brano senza fare un'intera carriera; a differenza di quanto avviene nei contemporanei Guitar Hero World Tour e Rock Band 2 i brani della tracklist del gioco sono tutti sbloccati -e quindi giocabili- subito.
- Carriera: la modalità di gioco più estesa; ripercorre la carriera di un gruppo passando dall'incisione dei dischi ai concerti di supporto. Lo schema si ripete per ogni gruppo di canzoni: l'incisione di un disco equivale all'esecuzione di quattro brani e di due sfide; mano a mano che si procede il disco diventa prima d'oro (sbloccando il disco successivo) e poi di platino. Quando anche le canzoni e le sfide del disco successivo raggiungono almeno lo status di disco d'oro si ha la possibilità di fare una scaletta dei canzoni e, una volta completata, si può accedere al gruppo di brani e sfide successivo.
- Multiplayer: è possibile giocare con due o tre strumenti sia in cooperativa che in modalità versus sia online che offline. La modalità versus equivale alla sfida pro di Guitar Hero dove i giocatori si sfidano suonando l'intero brano per l'ottneimento del punteggio più alto.

## Editing
A differenza di quanto avviene nelle serie di Guitar Hero e Rock Band non ci sono editor di personaggi e chitarre ma bisogna utilizzare modelli creati appositamente per il gioco; dei personaggi utilizzabili solo una parte è disponibile subito mentre i restanti vanno sbloccati giocando.
Da Guitar Hero World Tour, in compenso, è stato "ereditato" l'editor di canzoni basato sull'uso di un mixer a 8 tracce; questo permette di registrare delle jam session o di suonare su delle basi realizzate in base al genere selezionato e al tempo indicato dal giocatore tramite la pressione dei tasti quando richiesto; è inoltre possibile scegliere tra vari effetti con cui suonare. A differenza di quanto avviene nel diretto rivale di Activision, però, non è possibile condividere le canzoni online ma solo suonarsele sulla propria console. L'editor non è presente nella versione Nintendo DS del gioco.

## Tracklist
Le canzoni del gioco sono tutte cover e sono suonate da Steve Ouimette, già autore in passato di cover per i vecchi capitoli della serie di Guitar Hero. Qua di seguito la tracklist annunciata:
- All My Life - Foo Fighters
- All the Small Things - blink-182
- Am I Evil? - Diamond Head
- Are You Gonna Be My Girl - Jet
- Bad Reputation - Joan Jett
- Blitzkrieg Bop - Ramones
- Chop Suey! - System of a Down
- Cum on Feel the Noize - Quiet Riot
- Dance Dance - Fall Out Boy
- Detroit Rock City - Kiss
- The Diary of Jane - Breaking Benjamin
- Dirty Little Secret - The All-American Rejects
- Dr. Feelgood - Mötley Crüe
- The End of Heartache - Killswitch Engage
- Falling Away from Me - Korn
- Given Up - Linkin Park
- Heading Out to the Highway - Judas Priest
- Highway Star - Deep Purple
- Holy Wars... The Punishment Due - Megadeth
- Joker & the Thief - Wolfmother
- Kiss Me Deadly - Lita Ford
- Knights of Cydonia - Muse
- Last Resort - Papa Roach
- Magic Man - Heart
- No One Like You - Scorpions
- Our Truth - Lacuna Coil
- Pain - Three Days Grace
- Paralyzer - Finger Eleven
- Pull Me Under - Dream Theater
- Round and Round - Ratt
- Run to the Hills - Iron Maiden
- Sk8er Boi - Avril Lavigne
- Somebody Told Me - The Killers
- The Spirit of the Radio - Rush
- Spoonman - Soundgarden
- Still of the Night - Whitesnake (versione non originale)
- Stone Cold Crazy - Queen
- Walk - Pantera
- We're Not Gonna Take It - Twisted Sister
- White Room - Cream
- Won't Get Fooled Again - The Who
- Youth Gone Wild - Skid Row

### Canzoni scaricabili
Il gioco, nelle versioni per Xbox 360 e PlayStation 3 supporta i contenuti scaricabili ma attualmente questi sono stati pubblicati solamente sul solo suolo statunitense. Esattamente come per Guitar Hero e Rock Band le canzoni in pacchetti sono scaricabili anche individualmente. Di seguito la lista dei brani pubblicati:
| Canzone              | Artista                     | Data di pubblicazione | Singolo/Pacchetto  |
| -------------------- | --------------------------- | --------------------- | ------------------ |
| No Pain, No Gain     | The Rock Revolution Band    | 24 ottobre 2008       | Singolo            |
| She's The Bug        | The Rock Revolution Band    | 24 ottobre 2008       | Singolo            |
| Death Real           | Des-ROW                     | 13 novembre 2008      | Bemani Track Pack  |
| My Only Shining Star | Naoki Maeda remixed by Kuro | 13 novembre 2008      | Bemani Track Pack  |
| Model DD8            | Mutsuhiko Izumi             | 13 novembre 2008      | Bemani Track Pack  |
| Progressive Baby     | Daisuke Kurosawa            | 13 novembre 2008      | Bemani Track Pack  |
| CHIMERA              | Daisuke Kurosawa            | 13 novembre 2008      | Bemani Track Pack  |
| 5 Minutes Alone      | Pantera                     | 14 gennaio 2009       | Pantera Track Pack |
| Mouth for War        | Pantera                     | 14 gennaio 2009       | Pantera Track Pack |
| Cemetery Gates       | Pantera                     | 14 gennaio 2009       | Pantera Track Pack |
| This Love            | Pantera                     | 14 gennaio 2009       | Pantera Track Pack |
| I'm Broken           | Pantera                     | 14 gennaio 2009       | Pantera Track Pack |

## Accoglienza
Rock Revolution è stato stroncato dalla critica, tanto da prendere voti come 3,5/10 da Gamespot, 3/10 da IGN e 3/10 dal mensile inglese Edge. La critica principale mossa al gioco è la scomodità dell'interfaccia verticale e, in secondo luogo, l'idea di dedicare una colonna di tasti a parte per il pedale della batteria inserite al posto delle linee orizzontali rese standard dai capitoli delle serie rivali; in secondo luogo lo stesso controller-batteria è stato oggetto di critiche per via del suo design, del suo peso eccessivo e della mancanza di un supporto su cui appoggiarlo.
È stata da più parti criticata sia la scelta di affidarsi interamente a cover (quando le altre serie propongono praticamente solo brani in versione originale) che, soprattutto, la qualità stessa delle cover in questione, principalmente perché in troppe occasioni penalizzate da un cantato di bassa qualità. Tra i bersagli della critica ci sono stati anche la mancanza di editing di personaggi e/o chitarre presenti nei titoli rivali e l'interfaccia dello studio di registrazione delle canzoni, sufficientemente macchinoso da vanificare uno dei pochi aspetti davvero riusciti del gioco (l'editor, infatti è stato ben accolto per la sua versatilità).